# Diecéze astigijská
Diecéze Astigi je titulární diecéze římskokatolické církve.

## Historie
Astigi, (dnes Écija) bylo město v římské provincii Hispania Baetica. Tradice říká že křesťanskou komunitu v tomto městě založil svatý Pavel, při jeho cestě Hispánií. 
Diecéze přežila islámskou invazi, a někteří biskupové jsou uváděni do 10. století.
Při reconquista došlo k obnovení aridiecéze v Seville a její území bylo potlačeno do této arcidiecéze.
Dnes je využívána jako titulární biskupské sídlo; v současnosti má titulárního arcibiskupa Agostina Marchetteho, emeritního sekretáře Papežské rady pro pastoraci migrantů a lidí mimo domov.

## Seznam biskupů
- Hieroteus (1. století)
- Crispinus (3. století)
- Gaudencius (před rokem 589)
- Pegasius (zmíněn roku 589)
- Neznámý (asi 590 - 610)
- Sv. Fulgentius (před rokem 610 - po roce 619)
- Marcianus (? - 622/624)
- Abentius (před rokem 633 - 638)
- Marcianus (638 - před rokem 646 (podruhé zvolen)
- Estebanus (před rokem 646 - po roce 653)
- Teodulphus (před rokem 681 - po roce 683)
- Nandorbus (zmíněn roku 688)
- Arvidius (zmíněn roku 693)
- Leovigildius (zmíněn roku 839)
- Beatus (zmíněn roku 862)
- Martinus (zmíněn roku 931)
- Iervandus (? - 988)

## Seznam titulárních biskupů
- 1969 - 1971 Umberto Malchiodi
- 1971 - 1980 Antal Jakab
- 1981 - 1985 Pio Vittorio Vigo
- 1985 - 2023 Agostino Marchetto
- od 2024 Bruno Varriano, O.F.M.